# Siproeta epaphus

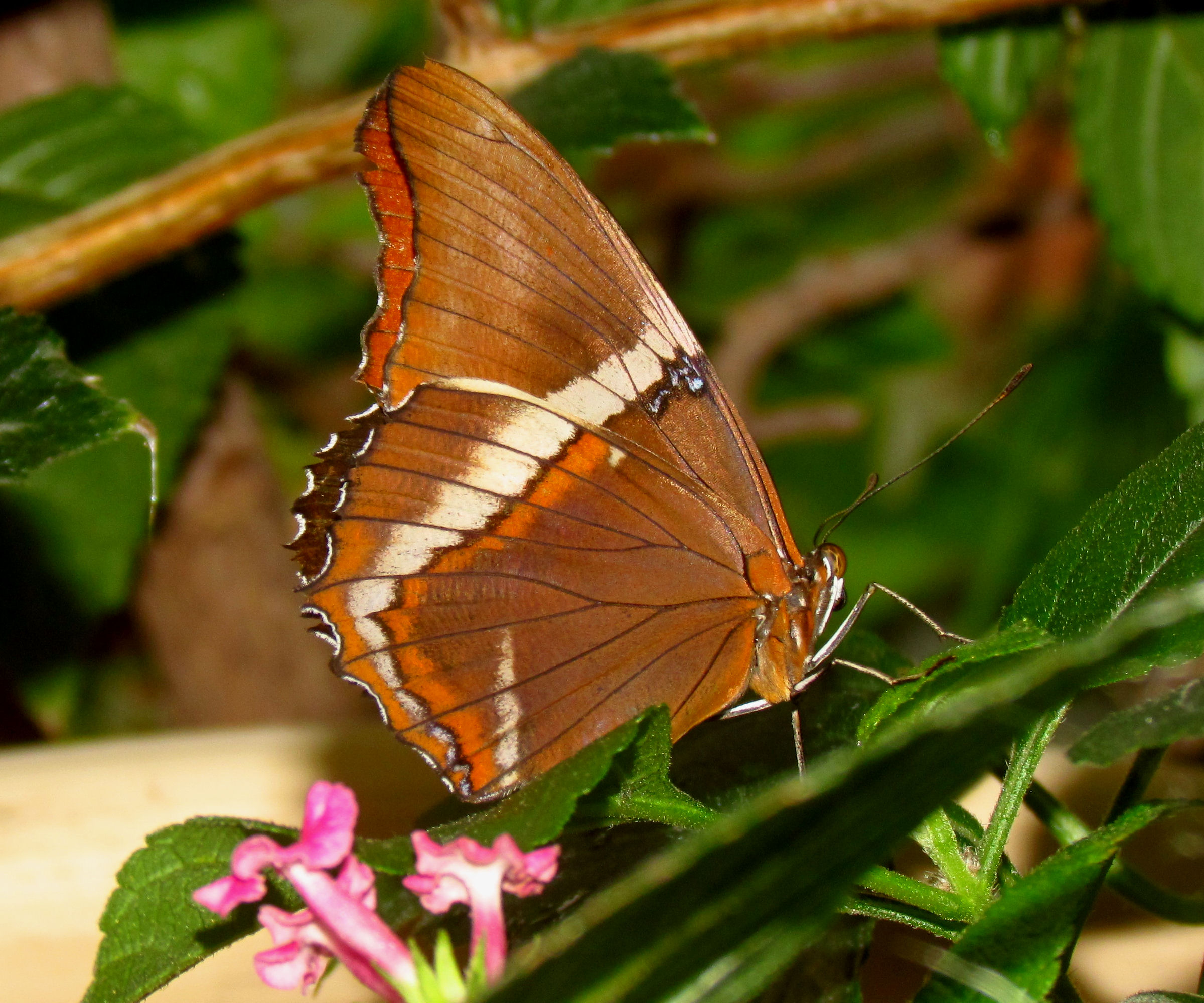
Unterseite

Siproeta epaphus, zuweilen auch als Schokoladenfalter bezeichnet, ist ein Schmetterling (Tagfalter) aus der Familie der Edelfalter (Nymphalidae).

## Beschreibung

### Falter
Die Flügelspannweite der Falter beträgt 70 bis 75 Millimeter. Die Farbe der Vorderflügeloberseite ist zweigeteilt. Die Basalregion bis zur Flügelmitte ist schwarz bis schwarzbraun gefärbt. Von der Mitte bis zum Außenrand ist die Farbe rostbraun bis orangerot. Die beiden Regionen sind durch eine breite weiße Querlinie getrennt. Die Hinterflügeloberseite ist einfarbig schwarzbraun und lediglich durch eine im Außenbereich verlaufende weiße Querlinie unterbrochen. In der Nähe des Analwinkels ist ein kurzes schwarzes Schwänzchen zu erkennen. Die Flügelunterseiten sind schokoladenbraun gefärbt, weshalb die Art einen diesbezüglichen deutschen Trivialnamen erhielt. Die weiße Querlinie der Oberseite scheint auf die Unterseite hindurch, ist jedoch wurzelwärts orangefarben angelegt.

### Entwicklungsstadien
Die Eier sind grünlich gefärbt und mit weißgelben Rippen überzogen. Sie werden in kleinen Spiegeln auf jungen Blättern der Nahrungspflanzen abgelegt.
Ausgewachsene Raupen haben eine schwarzbraune Farbe und zeigen auf der Körperoberfläche gelbe bis orangefarbene verzweigten Dornen. Der Kopf ist schwarz und mit einem Paar rötlichen Hörnern versehen.
Die Stürzpuppe hat eine grüne Farbe, ist mit kleinen schwarzen Punkten überzogen und besitzt zwei kurze Hörner am Kopf. Entlang der Rückenlinie befinden sich orangefarbene Spitzen.

### Ähnliche Arten
Die ähnliche Siproeta superba unterscheidet sich dadurch, dass sowohl die innere als auch die äußere Region auf der Vorderflügeloberseite die gleiche braune Farbe zeigt.

## Verbreitung, Unterarten und Lebensraum
Das Verbreitungsgebiet von Siproeta epaphus erstreckt sich von Mexiko durch Mittelamerika bis in den Norden von Argentinien. Einzelfunde wurden aus New Mexico gemeldet. Die Art lebt bevorzugt in subtropischen, feuchten Wäldern und an Flussufern.
Folgende Unterarten werden unterschieden:
- Siproeta epaphus epaphus in Mittelamerika und Peru
- Siproeta epaphus gadoui in Venezuela
- Siproeta epaphus trayja in Brasilien

## Lebensweise
Die Falter fliegen in mehreren Generationen das ganze Jahr hindurch, schwerpunktmäßig im Juli und August sowie im November. Zur Aufnahme von Nektar saugen sie gerne an verschiedenen Blüten. Sie nehmen auch Flüssigkeit und Mineralstoffe von feuchten Bodenstellen, überreifen Früchten, Exkrementen oder Aas auf. Die Raupen ernähren sich von den Blättern von Akanthusgewächsen (Acanthaceae), beispielsweise von Ruellien (Ruellia).